# Vaux-Rouillac

Vaux-Rouillac este o comună în departamentul Charente, Franța. În 1 ianuarie 2022 avea o populație de 295 de locuitori.